# Конвой № 8142
Конвой № 8142 — японський конвой часів Другої світової війни, проведення якого відбувалось у вересні 1943 року.
Вихідним пунктом конвою був Палау на заході Каролінських островів — важливий транспортний хаб, куди, зокрема, ходили із нафтовидобувних районів Індонезії. Пунктом призначення став атол Трук (нині Чуук) у центральній частині Каролінських островів, де до лютого 1944 року була головна база японського ВМФ в Океанії та транспортний хаб, що забезпечував постачання Рабаула (головна передова база в архіпелазі Бісмарка, з якої провадились операції на Соломонових островах та сході Нової Гвінеї) та Східної Мікронезії.
До складу конвою увійшли танкери «Нісшо-Мару» (Nissho Maru) та «Кумагава-Мару», а охорону забезпечував мисливець за підводними човнами CH-33.
Загін вийшов із бази 14 вересня 1943 року. На підходах до Палау та Труку традиційно діяли американські підводні човни, втім, цього разу перехід пройшов без інцидентів, і 19 вересня конвой № 8142 успішно прибув на Трук.